# Freyming-Merlebach
Freyming-Merlebach é uma comuna francesa na região administrativa do Grande Leste, no departamento de Mosela. Estende-se por uma área de 9.06 km², e possui 12.844 habitantes, segundo o censo de 2018, com uma densidade de 1.400 hab/km².